# 紅尾牙鯛
紅尾牙鯛為輻鰭魚綱鱸形目鱸亞目鯛科的其中一種，分布於東大西洋區，從西撒哈拉至安哥拉海域，棲息深度可達450公尺，體長可達100公分，主要棲息在岩石底質海域，屬肉食性，以甲殼類、頭足類等為食，可做為食用魚。